# Euskadi Ta Askatasuna

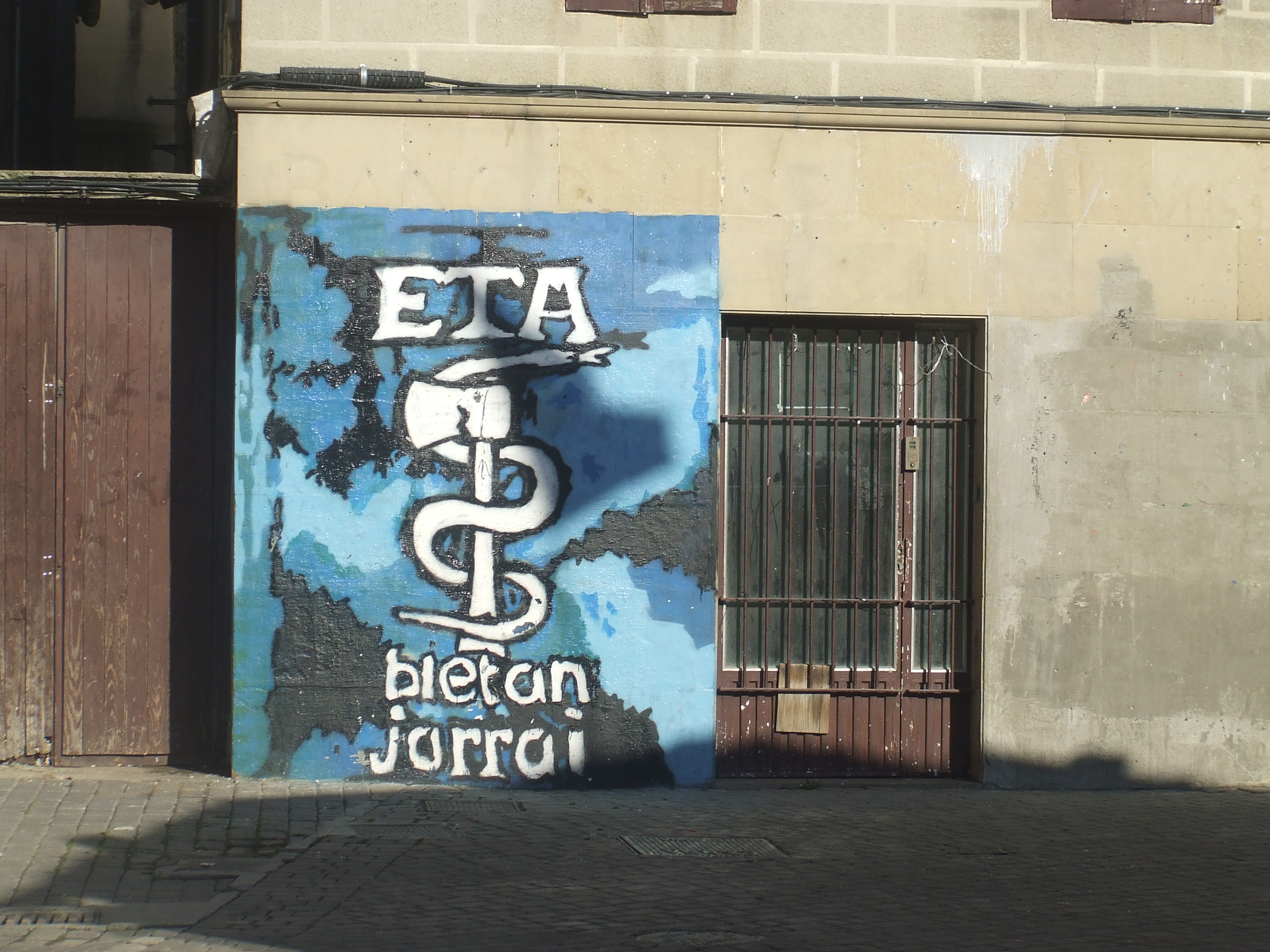
Imagem do novo emblema da ETA

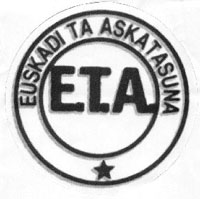
Antigo emblema do ETA

Euskadi Ta Askatasuna (em basco: Pátria Basca e Liberdade), mais conhecido pela sigla ETA, foi uma organização nacionalista basca que evoluiu para a violência armada e o terrorismo. É a principal organização do auto-intitulado  Movimento de Libertação Nacional Basco e o principal ator do chamado conflito basco.
Apesar do nacionalismo basco ter início no final do século XIX, a ETA só foi fundado em 1959 como um grupo de promoção da cultura basca. No final da década de 1960 evoluiu para uma organização paramilitar separatista, lutando pela independência da região histórica do País Basco, cujo antigo território atualmente se distribui entre a Espanha e França. Ao mesmo tempo, o ETA assumiu uma ideologia marxista-leninista revolucionária. No entanto, só em 7 de Julho de 1968 é que se dá a primeira vitima, um guarda civil assassinado por um comando, numa operação de stop.
É classificada como uma organização terrorista pelos governos da Espanha, França, Reino Unido, Estados Unidos e pela União Europeia. Em geral, a media doméstica e internacional também se refere aos integrantes do grupo como "terroristas".
Desde 1968 o ETA foi responsabilizado pelas mortes de 829 pessoas e por ferimentos causados a milhares de outras, além de dezenas de sequestros. Estima-se que mais de 400 membros do ETA estejam em prisões da Espanha, França e outros países.
O seu símbolo é uma serpente enrolada em um machado. Foi fundada por membros dissidentes do Partido Nacionalista Basco. Durante a ditadura franquista contou com o apoio da população e o apoio internacional, por ser considerada uma organização contra o regime, mas foi enfraquecendo devido ao processo de democratização em 1977. O seu lema é Bietan jarrai, que significa seguir nas duas, ou seja, na luta política e militar.
A organização reivindica a zona do nordeste (noroeste em relação à fronteira Espanha-França) da Espanha e do sudoeste da França, na região montanhosa junto aos Pirenéus, virada para o Golfo da Biscaia, região denominada por Euskal Herria (País Basco). O ETA reivindica em território espanhol, a região chamada Hegoalde ou País Basco do Sul, que é constituído por Álava, Biscaia, Guipúscoa e Navarra; também reivindica, em território francês, a região chamada Iparralde ou País Basco do Norte, que é constituído pelos territórios históricos de Labourd, Baixa Navarra e Soule. O governo espanhol estendeu o estatuto de Comunidade Autônoma Basca a três províncias da Espanha - Álava, Biscaia e Guipúscoa - da qual Navarra não faz parte, possuindo esta o estatuto da Comunidade Foral de Navarra.

## Denominação
Os integrantes do ETA são denominados etarras, um neologismo criado pela imprensa espanhola a partir do nome da organização e do sufixo basco com o qual se formam os gentílicos no idioma. Em basco a denominação é etakideak, plural de etakide (membro do ETA). Os membros e partidários do movimento frequentemente utilizam o termo gudariak, que significa guerreiros ou soldados. Outra denominação comum para os etarras é Aizkolari que significa lenhador fazendo referência ao símbolo do grupo que é uma serpente envolvida em um machado e também à tradição dos lenhadores bascos.

## História
Em 1952 organiza-se um grupo universitário de estudos chamado "Ekin" ('empreender' em basco), em Bilbao. Em 1953, o grupo entra em contato com a organização juvenil do Partido Nacionalista Basco (PNB), Euzko Gaztedi. Em 1956 as duas associações fundem-se. Dois anos mais tarde, em 1958, os grupos separam-se por divergências internas, sendo que o Ekin converte-se em ETA no dia 31 de julho de 1959. Por questões ideológicas, o ETA desliga-se do PNB, passando a adotar a ação direta como estratégia de resistência, na mesma época em que diversos povos do hemisfério sul lutavam por independência. A primeira assembleia do ETA ocorreu no mosteiro beneditino de Belloc, em maio de 1962, sendo as resoluções:
- A regeneração histórica, considerando a história basca como um processo de construção nacional.
- O que define a nacionalidade basca é a euskera, em vez da etnia, como fazia o PNB.
- Definem-se como um movimento não religioso, rechaçando a hierarquia católica, ainda que utilizem a doutrina da Igreja para a elaboração do seu programa social. Isto contrasta com o catolicismo do PNB.
- Defesa do socialismo.[19]
- A independência do País Basco, compatível com o federalismo europeu.

Ao longo da sua actividade a ETA desenvolveu vários contactos com organizações terroristas internacionais  de diferentes países.
Em Portugal, já final dos anos 60, a LUAR grupo terrorista Português, que combatia a ditadura, intermediou os contactos que permitiram que a ETA comprasse armamento na antiga República da Checoslováquia. A LUAR viria mais tarde a ceder parte dos passaportes roubados no assalto ao consultado de Portugal e Roterdão e no Luxemburgo, ocorridas em 1971. Estes foram usados pela ETA na operação Ogro que resultou na morte do Almirante Carrero Blanco.  Posteriormente, já em 1981, quando Portugal e Espanha viviam já em plena democracia, a ETA permutou armas, explosivos e forneceu apoio logístico às FP-25, um grupo terrorista de extrema-esquerda portuguesa. Em 1981 as FP-25 receberam explosivos Gama 2 e duas dezenas de pistolas FireBird por troca de metralhadoras G3. Adicionalmente a ETA chegou a abrigar no Pais Basco, dois terroristas das FP-25 que necessitavam de recuo.

### Primeiras assembleias e primeiros atentados

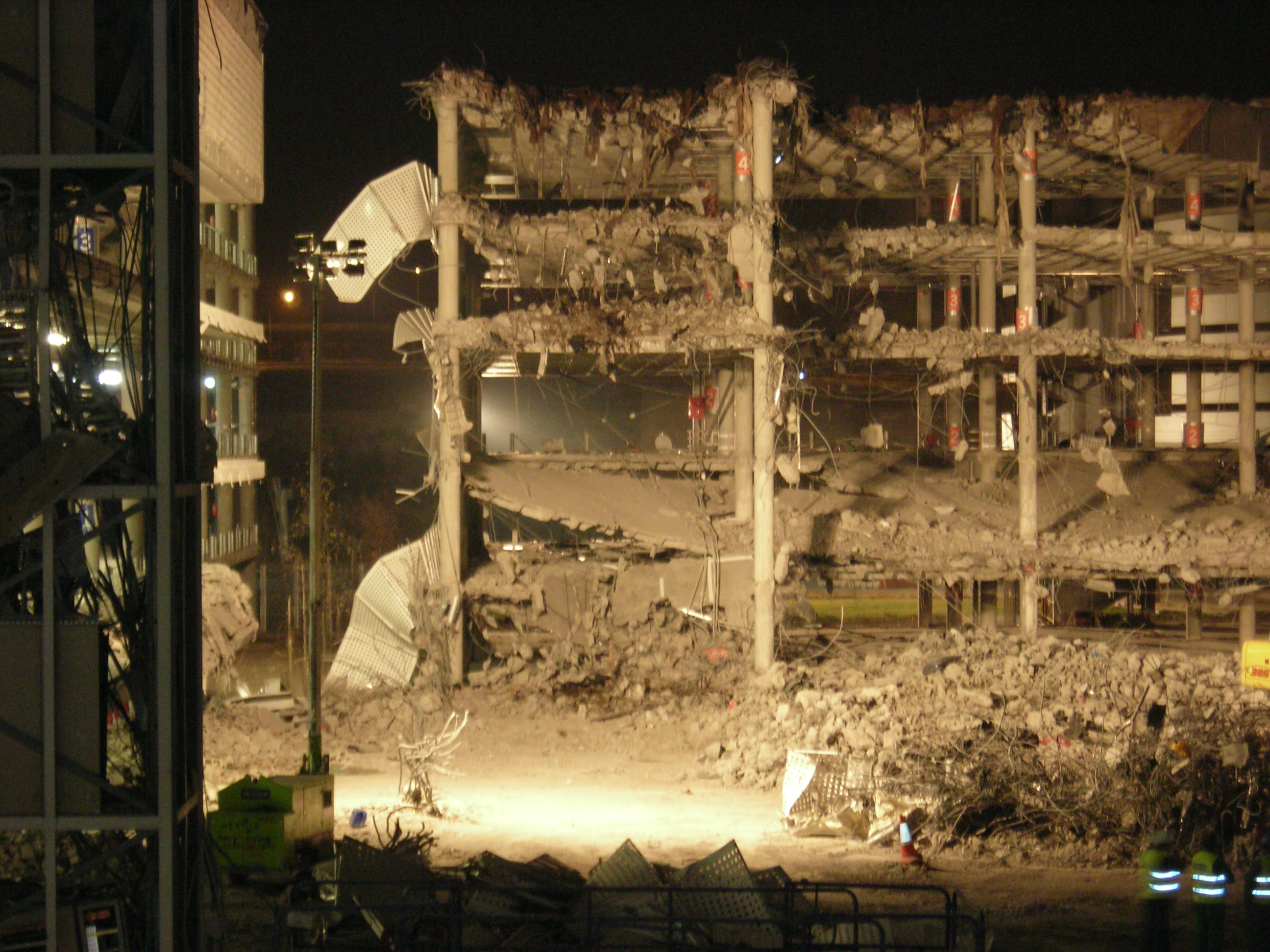
Aeroporto de Madrid, Barajas

Os membros conseguem uma definição maior da ideologia da ETA a partir da II Assembleia, que define as afinidades da ideologia do movimento com o comunismo. Esta assembleia foi realizada em Bayona, na primavera de 1963.
Na III Assembleia, que ocorreu entre abril e maio de 1964, decidiu-se que a luta armada era a melhor maneira de alcançar os seus objetivos. A resolução foi publicada mais tarde no periódico "La Insurrección" e, País Basco. Nesta assembleia também se decidiu, por unanimidade, a ruptura final com o PNB, que para o ETA, "contrariava os interesses da libertação nacional".
É difícil definir qual foi o primeiro atentado do ETA, já que os primeiros não foram assumidos. Em todo caso, o primeiro atentado assumido pela ETA foi a morte do agente da guarda civil José Pardines Arcay, em 7 de junho de 1968.
Em 1968, o ETA cometeu seu primeiro atentado de grande repercussão: o assassinato de Melitón Manzanas, chefe da polícia secreta de San Sebastián e torturador da ditadura franquista. Em 1970, vários membros da ETA são julgados e condenados à morte durante o processo de Burgos, mas a pressão internacional fez com que a pena fosse alterada, mesmo tendo sido aplicada a outros membros do ETA anteriormente. O atentado de maior repercussão durante a ditadura ocorreu em dezembro de 1973, com o assassinato do almirante e presidente do governo Luis Carrero Blanco, em Madrid, ação que foi aplaudida por muitos exilados políticos.
Em 1978, com a nova constituição espanhola, o País Basco consegue grande autonomia. Porém, o ETA reivindica a independência total da região.
No dia 24 de março de 2006, a organização declarou um cessar-fogo permanente, que foi rompido em 30 de dezembro de 2006. A organização assumiu a explosão de um carro-bomba no Terminal 4 do Aeroporto de Madrid-Barajas, em Madrid.
Ao contrário do que sucedera no passado, o ETA não anunciou o atentado previamente, provocando o desmoronamento de três dos quatro andares do prédio (o mais recente terminal do aeroporto), a suspensão do tráfego aéreo num dos dias mais movimentados do ano nos aeroportos europeus, deixando 19 pessoas feridas e causando a morte de dois equatorianos.

### Fim da organização

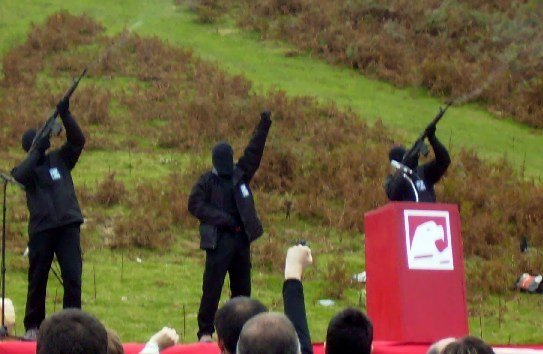
Militantes armados do ETA, em 2006.

De acordo com um vídeo lançado pela estação televisiva britânica BBC em 5 de setembro de 2010, o ETA não "levará a cabo mais ações militares". Em 10 de janeiro de 2011 um anúncio do ETA informou que irá adotar um cessar-fogo “permanente, geral e verificável”.
Em 20 de outubro de 2011 a organização emitiu um comunicado anunciando o fim de suas atividades após 51 anos, durante os quais provocou mais de 800 mortos. O abandono da luta armada pela ETA aconteceu no momento em que a organização estava mais débil, devido ao seu crescente isolamento social no País Basco, pela demarcação progressiva do seu braço político, e à pressão policial que, em Espanha e França, destruiu a capacidade operacional dos seus comandos.
Apesar do abandono da luta armada, somente em 17 de março de 2017 veio o anúncio do desarmamento “total e sem condições” marcado para uma cerimônia em 8 de abril. Nesta data, em Baiona, na França, próximo à fronteira com Espanha, o ato marcou a entrega da geolocalização de oito depósitos de armas secretos situados nos Pirenéus Atlânticos, na França. Em 20 de abril de 2018 o grupo pediu perdão às vitimas antes de dissolver.
Em 2 de maio de 2018, foi divulgado uma carta onde foi anunciado o fim do grupo separatista.